# Eccidio della caserma Mignone
L'eccidio della caserma Mignone (in tedesco Bozener Massaker o Mignone-Massaker) fu un'esecuzione di 23 giovani soldati italiani da parte dei nazisti avvenuta all'alba del 12 settembre 1944, a Bolzano.
Per anni l'eccidio è stato considerato una rappresaglia, in risposta ad un'uccisione di alcuni militari nazisti, di cui tuttavia non è noto né il luogo e né il momento, ma ricerche più recenti supportano l'ipotesi che si sia trattato del risultato di un progetto di eliminazione di agenti segreti che svolgevano azioni di intelligence e di sabotaggio nelle zone dell'Italia settentrionale occupate dai nazifascisti. Infatti per almeno di 19 dei 23 si sono potute ricostruire le missioni di sabotaggio di cui fecero parte tra la fine del 1943 e la primavera del 1944.
Ecco le ultime ore dei soldati descritte da don Daniele Longhi:
Erano sempre stati altissimi di morale, durante tutto il periodo della loro permanenza in campo, provenienti dai Forti di Verona; pur presentendo, anzi, esattamente consapevoli che ogni giorno poteva segnare la data di una loro tragica fine, non erano mai apparsi afflitti agli occhi dei compagni, che li potevano vedere durante il loro disvago giornaliero, quando era loro consentito passeggiare nel cortile antistante il loro blocco recintato; la sera precedente avevano giocato a calcio, ultimo sollievo che l'avrebbe per un poco distolti dal pensiero preoccupante e nero della morte, anche se questa morte sarebbe stata gloriosa.»
(Don Daniele Longhi, nella commemorazione tenutasi nel settembre 1994)

## La storia
Dopo l'8 settembre 1943, quando fu formata la zona d'operazioni delle Prealpi (che comprendeva le province di Bolzano, Trento e Belluno), alcuni soldati italiani si unirono agli alleati che stavano risalendo per liberare l'Italia.
Alcuni di loro, provenienti da diverse regioni dell'Italia settentrionale o centrale, furono catturati fra la fine del 1943 e i primi mesi del 1944 dai fascisti della Repubblica Sociale Italiana durante alcune missioni clandestine (operazioni di spionaggio e sabotaggio) organizzate dal servizio segreto inglese (missioni SOE) e del servizio segreto americano (missioni OSS).
Furono inizialmente portati al carcere di Verona, quindi internati nel blocco E del campo di transito di Bolzano di via Resia, dove furono anche torturati.
All'alba del 12 settembre 1944 questi 23 soldati furono portati con dei camion nei pressi delle scuderie della (oggi ex) caserma Mignone ad Aslago e una volta fatti scendere, furono uccisi uno ad uno con un colpo alla nuca dai nazisti del tenente SS Karl Titho accompagnati da alcune guardie ucraine del Lager. All'eccidio partecipò anche il caporale SS Michael Seifert.
I loro corpi furono quindi seppelliti in una fossa comune nel cimitero di Oltrisarco, e riesumati solamente alla fine del giugno 1945, quando quindi era impossibile il riconoscimento dei corpi.
Oggigiorno rimangono di questo tragico episodio le lapidi con i loro nomi scolpiti sopra presso il cimitero militare di San Giacomo. Inoltre sul luogo dell'eccidio, nei pressi del parco che sorge ora dove sorgeva la caserma, è stato posto un cippo in loro ricordo, dove annualmente si tengono delle commemorazioni. Il piccolo slargo dove si trova quest'ultima lapide è stato battezzato nel 2010 Piazzetta I 23 del Mignone - Platz der 23 Opfer des Mignone-Massakers.

### I morti
Di questi 23 morti, molti avevano meno di 30 anni; solamente 12 di loro erano appartenenti alle Forze Armate italiane.
Di questi 23, alcuni ricevettero alcuni riconoscimenti alla memoria:
- 6 ricevettero la medaglia d'argento al valore militare:
  - Francesco Battaglia, aviere, nato a Bitonto (Bari) il 6 settembre 1919
  - Cesare Berardinelli, nato a Venezia il 5 maggio 1917
  - Pompilio Faggiano, sergente maggiore, nato a San Donaci (Brindisi) il 4 giugno 1916
  - Tito Gentili, aviere scelto, nato a Fano (Pesaro Urbino) il 3 ottobre 1921
  - Dante Lenci, Ufficiale di Marina, nato a Arcevia (Ancona) il 1º dicembre 1919
  - Ernesto Paiano, paracadutista,[6] nato a Maglie (Lecce) il 28 novembre 1917
- 2 ricevettero la medaglia di bronzo al valore militare:
  - Francesco Colusso, Tenente di complemento del 26º reggimento di fanteria a Latisana, nato a San Michele al Tagliamento (Venezia) il 12 aprile 1916, (la medaglia di bronzo gli è stata concessa per un atto eroico compiuto in Africa nel 1942)
  - Gianpaolo Marocco, radiotelegrafista della corazzata Vittorio Veneto, nato a Varese il 1º aprile 1920
- Gli altri 15, non decorati, erano:
  - Vilores Apollonio, nato a Pola (oggi Pula, Croazia) il 12 marzo 1923
  - Antonio Baldanello, nato a Bologna il 21 novembre 1912
  - Sergio Ballerini, nato a Firenze il 4 novembre 1919
  - Guido Botta, nato a Bari il 1º giugno 1895
  - Andrea Dei Grandi, nato a Venezia il 3 novembre 1919
  - Domenico Di Fonzo, nato a Campodimele (Latina) il 15 marzo 1917
  - Ferdinando Ferlini, (non si conoscono i dati anagrafici)
  - Antonio Fiorentini, nato a Bologna l'8 ottobre 1900
  - Domenico Fogliani, nato a Reggio Emilia il 17 aprile 1921
  - Domenico Aldo Montevecchi, nato a Faenza (Ravenna) il 6 agosto 1909
  - Antonio Pappagallo, nato a Molfetta (Bari) il 2 gennaio 1898
  - Milo Pavanello, nato a Barbona (Padova) il 10 ottobre 1909
  - Angelo Preda, nato a Verano Brianza (Monza) il 17 ottobre 1917
  - Ernesto Pucella, nato a Castel Madama (Roma) il 9 settembre 1918
  - Annibale Venturi, nato a San Felice sul Panaro (Modena) il 20 febbraio 1911

## I responsabili
Dopo un accurato studio da parte dell'Archivio Storico della Città di Bolzano, si ritenne principalmente responsabile il generale delle SS Wilhelm Harster, a capo della polizia di sicurezza e dei servizi di sicurezza con sede a Verona. Oltre a questo peso, il generale fu inoltre incolpato della deportazione di circa 7.000 ebrei italiani. Altra ipotesi fu avanzata nel 2014, secondo la quale l'eccidio fu ordinato da Friedrich Kranebitter, Sturmbannführer delle SS di stanza a Bolzano e già attivo nel Campo di Fossoli.
Il generale delle SS Wilhelm Harster, arrestato il 13 maggio 1945 e rimesso in libertà nel 1953, è deceduto nel 1977.